# Agrilus limoniastri
Agrilus limoniastri es una especie de insecto del género Agrilus, familia Buprestidae, orden Coleoptera.
Fue descrita científicamente por Bedel, 1886.